# Torre de Nesle
La Torre de Nesle va ser una de les grans torres defensives que la ciutat de París va tenir a l'edat mitjana. Es va enderrocar per construir el Col·legi de les Quatre Nacions, que actualment és l'Institut de França. Es va fer famosa quan Alexandre Dumas va escriure al segle xix el drama La Tour de Nesle reproduint els fets relacionats amb l'acusació d'adulteri de les nores de Felip IV de França.

## L'edifici: funció i propietaris
Aquesta torre estava situada dins l'anomenada Illa de les Vaques, dins del riu Sena, de cara al castell del Louvre. Originàriament coneguda amb el nom de Torre Hamelin pel nom de l'encarregat de les obres, era una estructura cilíndrica d'aproximadament 10 metres de diàmetre i uns 25 m d'alçada. Juntament amb la Tour du Coin (Torre del Cantó), situada a la riba dreta, servien per vigilar la part sud de la ciutat. Entre les dues torres es tendia una cadena que impedia la circulació de vaixells durant la nit. Una llanterna col·locada a la part de dalt va ser un dels pocs punts d'il·luminació que va tenir París fins al segle xv. Als pis superior hi havia sentinelles controlant la zona, mentre que els pisos inferiors es feien servir d'arsenal. Posteriorment, Nesle, senescal de la Torre, va fer-hi construir una mansió annexa per a la seva família.

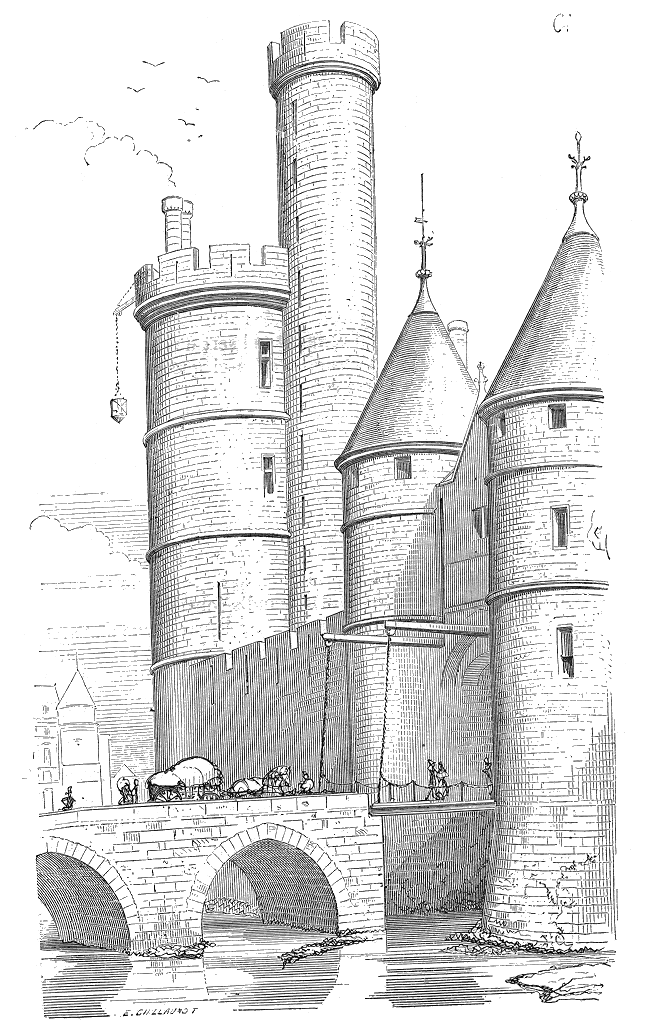
La Torre Nesle i la residència annexa.

El 29 de novembre del 1308, el rei Felip IV va adquirir el conjunt de la torre i la residència per 5000 lliures parisines a Amaury de Nesle. Després la va heretar Felip V, el qual en feu donació el 1319 a la seva dona Joana. Aquesta va deixar com a darrera voluntat que la torre havia de ser venuda per finançar el Col·legi de Borgonya, establiment educatiu que formaria part de la Universitat de París. Felip de Valois va comprar la mansió el 1330 i dos anys més tard la va donar a la seva esposa, que també es deia Joana. El rei Joan II hi va fer estada el 1350, allà va fer decapitar Raül de Brienne, acusat d'alta traïció. Carles el Prudent, regent de França mentre el seu pare era empresonat a Londres, en feu donació el 1357 a Carles II de Navarra, espòs de la seva germana. Carles VI, fill de l'anterior, va traspassar la propietat al seu oncle, Joan, duc de Berry, el qual feu construir el 1381 un passadís sota el riu que enllaçava amb la riba esquerra, perquè a la torre no hi havia prou espai per als estables.
El duc de Berry el va habitar fins a la seva mort i llavors va tornar a mans del rei Carles VI, que la va donar a la seva esposa Elisabet de Baviera. Anys més tard seria residència de Carles I de Borgonya. Va romandre com a propietat de la corona fins que el rei Francesc I creà el càrrec de jutge conservador de la universitat i el va fer instal·lar a la torre. Aquest càrrec va ser suprimit el 1526 i el lloc va estar desocupat fins que el 1552, Enric II va decidir vendre la propietat en diversos lots; però el nou propietari no va arribar a prendre'n possessió perquè el rei Carles IX la va reclamar per a la ciutat el 1570.

## Demolició
El 1571, una carta reial de Carles IX expropiava la torre Nesle, que havia adquirit el duc de Nevers, per passar a ser propietat municipal.
El 1613, es va fer servir per instal·lar uns focs artificials que havien d'entretenir el jove Lluís XIII de 12 anys. El 1660, la plataforma de la torre va fer de suport a uns altres focs, questa vegada per celebrar el matrimoni entre Lluís XIV i Maria Teresa d'Àustria. L'enderrocament de la torre, aprovat el 1659, no fou efectiu fins al 1663 o el 1665, quan per complir amb les darreres voluntats del cardenal Mazzarino, es van iniciar les obres per construir l'edifici del Col·legi de les Quatre Nacions, convertit el 1805 en l'Institut de França. L'ala esquerra contindria la prestigiosa Biblioteca Mazarina.

## Història, llegenda i literatura
Està acceptat com a fet històric que al segle xiv les tres nores del rei Felip IV es trobaven amb els seus amants en aquesta torre. Aquesta història es va barrejar amb una llegenda popular segons la qual una reina de França va fer de la Torre de Nesle un lloc de festes eròtiques i depravació, al final d'una de les quals va matar el seu marit i va llançar el cos al Sena.
Els escriptors que han tractat el tema són:
- La Torre de Nesle, d'Alexandre Dumas i Frédéric Gaillardet, drama en cinc actes i nou escenes (1832).
- Buridan, l'heroi de la Torre de Nesle, novel·la de Michel Zévaco (1913).
- El rei de ferro, que pertany a la sèrie històrica Els reis maleïts de Maurice Druon (1955).

També se n'han fet diverses versions cinematogràfiques.